# Asticta orientalis
Asticta orientalis là một loài bướm đêm trong họ Erebidae.